# Darko Brguljan
Darko Brguljan (5 novembre 1990) è un pallanuotista montenegrino e precedentemente jugoslavo, fino alla definitiva conclusione dell'esperienza federativa della Jugoslavia avvenuta nel 2003, nonché serbo-montenegrino, fino alla scissione della Serbia e Montenegro in due stati indipendenti occorsa nel 2006, difensore del  Buducnost.

## Biografia
È figlio dell'arbitro di pallanuoto Mario Brguljan da Perzagno.

## Palmarès

### Club
- Campionato montenegrino: 3

Primorac: 2006-07, 2007-08
Budva: 2010-11
- Coppa del Montenegro: 1

Primorac: 2008-09
Budva :  2011
- Eurolega: 1

Primorac: 2008-09
- Supercoppa LEN: 1

Primorac: 2009
- Campionato tedesco: 4

Waspo Hannover: 2018, 2020, 2021, 2022
- Coppa di Germania: 5

Waspo Hannover: 2017, 2018, 2019, 2021, 2022

### Nazionale
- Mondiali

Barcellona 2013: 
- Europei

Belgrado 2016: 